# 威氏蛇綿鳚
威氏蛇綿鳚，為輻鰭魚綱鱸形目绵鳚亞目绵鳚科的其中一種，分布於南冰洋海域，屬深海底棲性魚類，棲息深度在水深1113至1153公尺，體長可達24.9公分。

## 扩展阅读
維基物種上的相關：威氏蛇綿鳚